# NGC 2182
NGC 2182 ist ein Reflexionsnebel im Sternbild Monoceros. Das Objekt wurde am 24. Februar 1786 von Wilhelm Herschel entdeckt.